# Elin Brimheim Heinesen
Elin Brimheim Heinesen (født 25. juni 1958 i Thorshavn) er en færøsk journalist, redaktør, sanger, sangskriver og komponist. Hun er uddannet magister (cand.mag.) i Æstetik & Kultur med bifag i Færøsk/Nordiske Sprog og Litteratur. Hun studerede på Fróðskaparsetur Føroya (Færøernes Universitet) í 1979-1981 og ved Århus Universitet 1984-1986 og 1989-1991. Elin har også uddannelse som filmmanuskriptforfatter fra Den Danske Filmskole, hvor hun læste fra 1997-1999.
Elin boede i Danmark i sammenlagt 25 år, hvor hun arbejdede bl.a. som direktør, som marketingchef, projektleder, som chefredaktør og som selvstændig erhvervsdrivende med egen virksomhed, der bl.a. tilbød forskellige ydelser indenfor kommunikation og virksomhedsrådgivning, foruden at producere hjemmesider. Hun flyttede tilbage til Færøerne i 2007, hvor hun blev direktør for Samvit, som var en offentlig institution under det færøske landsstyre, som stod for turisme og eksport af færøske varer. Elin var direktør for Samvit indtil rådet blev nedlagt i 2009. 
Fra september 2009 til maj 2012 var hun ansat som medie og udviklingsleder i Kringvarp Føroya (Færøernes Radio og TV).
Fra maj 2012 - til maj 2015 arbejdede hun som selvstændig, i en periode var hun journalist på nyhedsportalen portal.fo, efter at denne blev solgt til Knassar. 
I april 2015 blev Elin ansat på Fróðskaparsetur Føroya som leder af det nyetablerede studiekontor.  
Hun blev der indtil hun fik tilbudt stillingen som leder af Det Færøske Nationalbiblioteks lydbogstjeneste i april 2018. Lydbogstjenesten Ljóðbókatænastan producerer færøske lydbøger for personer med læsehandicap. 
Elin har deltaget aktivt i samfundsdebatten på Færøerne og har været en aktiv debattør i forbindelse med Sea Shepherds aktion mod grindefangst, Operation GrindStop 2014. I februar 2014 blev hun valgt i bestyrelsen for den nye færøske filmforening Føroysk Filmsfólk. Elin har også været valgt ind i bestyrelserne for foreningen MenTón og i Listaleypurin.
Elin har en blog - heinesen.info, hvor hun skriver artikler og refleksioner.

## Musikkarriere
Elin er også kendt som sanger og sangskriver. I 1970'erne og 1980'erne var hun medlem af diverse bands, der bl.a. optrådte i jazzklubben Perlan i Thorshavn, som blev revet ned i 1983. Hun var en af initiativtagerne og stifterne af Havnar Jazzfelag (Tórshavns Jazzforening) í 1974, og sad i bestyrelsen i flere år. 
I 1988 udgav hun sammen med Kári Jacobsen et album, Nalja - Elin & Kári, med 10 sange på. Elin komponerede 5 af sangene og Kári komponerede 5. Flere af sangene blev hit på Færøerne, bl.a. sangen Sjeikurin, som Elin har skrevet og sangen om Ólavsøka, Á, tann deiliga Havn, som Kári Jacobsen har skrevet og som stadig spilles til Olaj - og så ikke mindst sangen, som Elin komponerede til et digt af sin far Jens Pauli Heinesen - Eitt dýpi av dýrari tíð. Denne sang blev nummer fire, da Kringvarp Føroya (færøsk nationalt radio og tv) spurgte det færøske folk i 2018, hvilken sang, de syntes var den bedste af alle de tusinder af sange, som er blevet udgivet de seneste 50 år.
Í 2010 udgav Elin albummet Yndisløg - Ein ferð aftur í farnar tíðir (Yndlingssange - En rejse til forgangne tider). På albummet er 15 sange, som alle er oversættelser af kendte udenlandske sange. Elin har selv oversat de fleste af sangene.
Og i juli 2018 kom så albummet Handan stjørnurnar med 12 sange, som Elin har komponeret og skrevet tekst til.

## Diskografi
- 2023 - Eitt dýpi av dýrari tíð / A Chasm of Precious Time - 6 tracks på færøsk og de samme 6 tracks på engelsk med tekst af Jens Pauli Heinesen og musik af Elin Brimheim Heinesen, arrangement: Enzo De Rosa & Søren Hyldgaard, Orkestre: Czech National Symphony Orchestra, City of Prague Philharmonic Orchestra, Kor: Tarira, Tórshavnar Manaskór
- 2018 - Handan stjørnurnar - (Hinsides stjernerne)   Elin Brimheim Heinesen (12 tracks af Elin Brimheim Heinesen)
- 2010 - Yndisløg - Ein ferð aftur í farnar tíðir - Sammen med Ad Libitum. 15 tracks.
- 1988 - Nalja - Elin & Kári (udgivet som kassettebånd í 1988 og som CD i 1998) - sammen med Kári Jacobsen[8]

## Familie
Elin Brimheim Heinesens forældre var begge forfattere, hendes far var Jens Pauli Heinesen (død 2011), hendes mor var børnebogsforfatter Maud Heinesen (fo), født Brimheim (død 2005).
Elin har en datter, Helena Heinesen Rebensdorff, som er sanger, komponist og musikproducer med kunstnernavnet Brimheim.

## Hæder
- 2022 - Faroese Music Awards i kategorien Bedste sangtekst for "Sóleyan"[9]